# Rodolfo de Carvalho Troiano
Rodolfo de Carvalho Troiano (Juiz de Fora, 2 de abril de 1949 — Brejo Grande do Araguaia, 12 de janeiro de 1974) era estudante e atuou como militante no Partido Comunista do Brasil (PCdoB) na ditadura militar brasileira. Filho de Rodolfo Troiano e de Geny de Carvalho Troiano, foi aluno da União Juizforana de Estudantes Secundaristas (Ujes). Combateu a ditadura por meio da luta armada. O estudante foi considerado desaparecido político porque os seus restos mortais não foram entregues aos seus familiares e o seu sepultamento não chegou a ser realizado até os dias atuais. Foi um dos casos investigados pela Comissão da Verdade, que tem o objetivo de apurar mortes e desaparecimentos na ditadura militar brasileira.
Rodolfo de Carvalho Troiano no ano de 1967 começou a militar na organização política Corrente, sendo indicado e preso, com base no Inquérito Policial-Militar (IPM), que havia sido instaurado para apurar práticas subversivas em Juiz de Fora, Minas Gerais. Ele ficou preso em Linhares, Espírito Santo e em 17 de setembro de 1968, após 6 meses de cárcere, foi libertado. Mudou-se para São Paulo porque havia sido aprovado em concurso da companhia de energia paulistana, a Light. Em julho de 1969 foi preso novamente e cumpriu 6 meses de detenção.
Rodolfo Troiano, segundo dados do Serviço Nacional de Informação (SNI), em 1970, foi, mais uma vez, preso, na cidade de Rubim, no Vale do Jequitinhonha, no Norte de Minas Gerais, sendo solto em dezembro de 1970. Após cumprir a sua pena, preferiu ir viver no interior do Pará, porque estava sendo perseguido pelos órgãos de repressão. Já atuando no Partido Comunista do Brasil (PCdoB), ele adotou três codinomes distintos: Manoel, Carlos ou Mané. Sendo no Pará também morto.
A morte de Rodolfo Troiano tem várias versões. Uma delas é a do Relatório Arroyo. Nele é pressuposto que o estudante ainda estaria vivo, pois na operação do governo no acampamento em que estava sendo aguardado aconteceu um tiroteio por volta do meio dia, porém Rodolfo só chegaria ao local mais tarde. Um documento do Serviço Nacional de Informação (SNI) revela que esteve em Juiz de Fora, Minas Gerais, no ano de 1976, para ajudar na campanha política de Tarcísio Delgado e Ivan Barbosa de Castro e que logo após teria viajado para o Uruguai e Argentina. No entanto, outras fontes confirmam a morte de Troiano. A principal delas é a do próprio Estado brasileiro. Em 1993, o Ministério da Marinha, declarou que Rodolfo Troiano foi morto em 12 de janeiro de 1974.
Segundo o relatório parcial do Ministério Público Federal (MPF), Rodolfo de Carvalho Troiano, foi "executado na mata, após ter sido ferido em combate, na região do Tabocão, município de Brejo Grande do Araguaia" e teria sido morto ali. Todavia, escavações na região indicada pelos depoentes não encontraram nenhuma ossada humana ou resquícios de sepultamento.
A última informação sobre Rodolfo de Carvalho Troiano, no Relatório Arroyo, refere-se ao dia 24 de outubro de 1973. No dia 22 de outubro, dois guerrilheiros do seu grupo estavam indo à região do Tabocão, município do Tocantins, com o objetivo de encontrar o grupo chefiado por Nelson Lima Piauhy Dourado e, no dia seguinte, outros dois combatentes da guerrilha partiriam em direção à estrada que vai para São Domingos, Pará. Rodolfo Troiano estaria com a guerrilheira Sônia (Lúcia Maria de Souza) e dirigia-se ao encontro desses dois últimos companheiros, que acompanhavam um jovem camponês. Ângelo Arroyo revelou que o encontro de Rodolfo e Lúcia com os demais não aconteceu e que a partir de então não foram mais registradas informações sobre Rodolfo no relatório. Rodolfo Troiano tinha 25 anos quando desapareceu.
Em 2001, durante depoimento para o Ministério Público (MP), dois trabalhadores rurais, Luiz Martins dos Santos e Zulmira Pereira Neves, disseram que estavam em sua antiga residência no Tabocão, era assim conhecida a região de Brejo das Pacas, quando Rodolfo Troiano e João Araguaia (Dermeval da Silva Pereira) chegaram para entregar-lhes seu sobrinho chamado Sebastião. Ainda segundo os trabalhadores, o pai de Sebastião (Zé dos Santos) foi à Bacaba para informar aos militares sobre a volta de seu filho e voltou acompanhado de 24 soldados. Os militares então teriam entrado na mata, disparado tiros e voltado com um corpo envolto em um plástico, e que teria sido enterrado na frente da casa de Luiz e Zulmira. Os militares não deixaram os trabalhadores verem de quem era o corpo, porém teriam anunciado ser o corpo de Rodolfo e que teria levado um tiro nas costas e dois na cabeça.
Rodolfo Troiano foi homenageado, após a sua morte, pela Câmara dos Vereadores de Belo Horizonte. Na capital de Minas Gerais, Belo Horizonte, e também na cidade de Campinas, São Paulo, Rodolfo de Carvalho Troiano dá nome à ruas.
Rodolfo de Carvalho Troiano foi considerado desaparecido político pela Comissão da Verdade pelo fato de seus restos mortais não terem sido entregues aos familiares e com isso não houve sepultamento. Segundo descrito na sentença da Corte Interamericana no caso Gomes Lund e outros, "o ato de desaparecimento e sua execução se iniciam com a privação da liberdade da pessoa e a subsequente falta de informação sobre seu destino, e permanece enquanto não se conheça o paradeiro da pessoa desaparecida e se determine com certeza sua identidade", levando em consideração que o Estado "tem o dever de investigar e, eventualmente, punir os responsáveis". Portanto, foi recomendado pela Comissão que as investigações sobre as circunstâncias do caso de Rodolfo de Carvalho Troiano, localização de seus restos mortais, retificação da certidão de óbito, identificação e responsabilização dos demais agentes envolvidos no caso, conforme sentença da Corte Interamericana de Direitos Humanos que obriga o Brasil "a investigar os fatos, julgar e, se for o caso, punir os responsáveis e de determinar o paradeiro das vítimas".